# ¿Quién es quién?
¿Quién es quién? (« Qui est qui ? ») est une telenovela américaine écrite par Laura Sosa, diffusée du 26 octobre 2015 au 8 avril 2016 sur Telemundo.

## Synopsis
¿Quién es quién? est l'histoire de frères jumeaux aux personnalités opposées, l'un riche et l'autre pauvre, qui ont été séparés dès leurs naissance puis réunis quelques années plus tard. Ils décident d'échanger leurs identités, ce qui leur permet de faire face à plusieurs situations compliquées et d'entrevoir certaines vérités qui sont restées longtemps cachées...

## Distribution
- Eugenio Siller : Pedro "Perico" Pérez González / Leonardo Fuentemayor
- Danna Paola : Paloma Hernández
- Kimberly Dos Ramos : Fernanda Manrique / Isabella Fernanda Blanco
- Laura Flores : Inés González
- Jonathan Islas : Ignacio Echánove
- Carlos Espejel : Basilio Rebolledo
- Guillermo Quintanilla : Élmer "El Chamoy" Pérez López
- Gabriel Valenzuela : Jonathan García
- Sandra Destenave : Fabiola Carbajal
- Fernando Carrera : Humberto Fuentemayor
- Marisa del Portillo : Magdalena
- Maite Embil : Nora
- Isabella Castillo : Tania Sierra
- Silvana Arias : Socorro "La Cocó" Sánchez Reyes
- Gabriel Rossi : Rubén
- Armando Torrea : Santiago Blanco
- Alex Ruíz : Terminator "El Termi" Maldonado
- Oka Giner : Yesenia Pérez González
- Rubén Morales : Justino Hernández
- Isabel Moreno : Sara López de Pérez
- Kenya Hijuelos : Ivonne
- Sofía Reca : Renata Sandoval
- Adrián Di Monte : Eugenio Hernández
- María del Pilar : Daniela Sandoval
- Daniela Wong : Constanza "Connie" Echánove Carbajal
- Daniella Macías : Guadalupe "Lupita" Miranda
- Fernando Pacanins : Melquiades
- Gisella Aboumrad : Hortensia "la Tencha" Ortiz
- Ezequiel Montalt : Armando Samaniego
- Nicolás Maglione : Salvador Hernández "Cachito"
- Vince Miranda : Sebastián

## Autres versions
- Amores de mercado (2001)
- Amor dascarado (2003)